# کایل اسنایدر

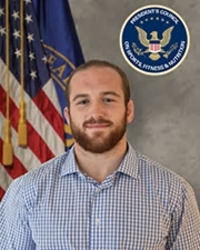
کایل اسنایدر در شورای رئیس‌جمهور برای آمادگی جسمانی، ورزش و تغذیه

کایل فردریک اسنایدر (به انگلیسی: Kyle Frederick Snyder؛ زادهٔ ۲۰ نوامبر ۱۹۹۵) کشتی‌گیر آمریکایی است که در دستهٔ ۹۷ کیلوگرم کشتی‌آزاد رقابت می‌کند. او با کسب یک مدال طلا (۲۰۱۶) و یک نقره (۲۰۲۰) از بازی‌های المپیک تابستانی و نیز سه مدال طلا (۲۰۱۵، ۲۰۱۷، ۲۰۲۲)، دو نقره (۲۰۱۸، ۲۰۲۲) و دو برنز (۲۰۱۹، ۲۰۲۳) از مسابقات قهرمانی کشتی جهان، یکی از بهترین و پرافتخارترین کشتی‌گیران آمریکایی تاریخ است. اسنایدر در سطح قاره آمریکا نیز سه مدال طلای بازی‌های پان امریکن (۲۰۱۵، ۲۰۱۹، ۲۰۲۳) و هفت مدال طلای مسابقات قهرمانی کشتی پان امریکن را کسب کرده است.
اسنایدر به صورت پیاپی طی یک سال در مسابقات ان‌سی‌ای‌ای یک ۲۰۱۶، قهرمانی جهان ۲۰۱۵ و المپیک ۲۰۱۶ ریو قهرمان شد و جوان‌ترین کشتی‌گیری است که در یک سال قهرمان این سه‌گانه شده‌است. او در سال ۲۰۱۷ دومین بار پیاپی قهرمان انفرادی سنگین‌وزن ان‌سی‌ای‌ای آمریکا شد و نیز در سال ۲۰۱۸ سومین عنوان قهرمانی انفرادی سنگین‌وزن ان‌سی‌ای‌ای را با حدود ۶۰ پوند کمتر به‌دست‌آورد. او همچنین تنها آمریکایی است که در مسابقات جایزه بزرگ ایوان یاریگین دو بار به قهرمانی رسیده‌است.
در فینال قهرمانی جهان ۲۰۱۷، درحالی‌که عبدالرشید سعدالله‌اف حدود ۴۰ مسابقهٔ بدون باخت را پشت سر گذاشته بود، اسنایدر بر او پیروز شد که باعث شد تیم ملی کشتی آمریکا پس از ۳۰ سال به قهرمانی جهان دست یابد اما بعدها در فینال‌های قهرمانی جهان ۲۰۱۸، المپیک ۲۰۲۰ توکیو و قهرمانی جهان ۲۰۲۱، از سعدالله‌اف شکست خورد.
رئیس‌جمهور ترامپ در سال ۲۰۱۸ اسنایدر را به عضویت در شورای رئیس‌جمهور برای آمادگی جسمانی، ورزش و تغذیه منصوب کرد.

## سابقهٔ فعالیت حرفه‌ای

### مسابقات قهرمانی کشتی جهان ۲۰۱۵
اسنایدر در اولین رقابت خود در مسابقات جهانی در لاس وگاس آمریکا موفق شد پاولو اولینیک از اوکراین را دو بر یک ببرد. وی در مسابقهٔ بعدی خود رادوسباو باران از لهستان را ۸ بر هیچ شکست داد و در یک چهارم پایانی ژوزه روبرتی ونزوئلایی را با نتیجهٔ یازده بر یک از پیش رو برداشت. اسنایدر در نیمه پایانی عباس طحان از ایران را ۶–۳ و در رقابت پایانی عبدالسلام گادیسف از روسیه را ۵–۵ مغلوب کرد و توانست نشان زرین لاس وگاس ۲۰۱۵ در وزن ۹۷ ک‌گ مردان را در کشور خودش به‌دست بیاورد.

### المپیک ۲۰۱۶
اسنایدر در سال ۲۰۱۶ میلادی در المپیک ریو در وزن ۹۷ کیلوگرم کشتی آزاد حاضر بود که خاویر کورتینا از کوبا، آلبرت ساریتوف از رومانی و الیزبار اودیکادزه از گرجستان را شکست داد و به دیدار نهایی رسید. وی توانست در دیدار نهایی با غلبه بر ختاگ گازیموف کشتی‌گیر روسی الاصل آذربایجان صاحب مدال طلا شود.

### مسابقات قهرمانی کشتی جهان ۲۰۱۷
اسنایدر در وزن ۹۷ کیلوگرم کشتی آزاد مسابقات قهرمانی کشتی جهان ۲۰۱۷ پاریس شرکت کرد و مامد ابراگیموف کشتی‌گیر قزاقستانی، نائویا آکاگوما کشتی‌گیر ژاپنی و اصلان‌بک آلبروف کشتی‌گیر آذربایجانی را شکست داد و به دیدار نهایی رسید. وی در فینال طی رقابتی نزدیک با نتیجهٔ ۶ بر ۵، حریف نامدار خود عبدالرشید سعدالله‌اف از روسیه را شکست داد و گردن آویز طلا را از آن خود کرد.

### مسابقات قهرمانی کشتی جهان ۲۰۱۸
اسنایدر در وزن ۹۷ کیلوگرم کشتی آزاد مسابقات قهرمانی کشتی جهان ۲۰۱۸ بوداپست به رقابت پرداخت که اولزیسایخان باتزول از مغولستان، ناتانیل تواموهلوا از ساموای آمریکا، آبراهام کونیدو از ایتالیا و پاولو اولینیک از مجارستان را شکست داد و به فینال رسید. وی در دیدار نهایی توسط عبدالرشید سعدالله‌اف کشتی‌گیر مطرح روسیه ضربهٔ فنی شد و به مدال نقره این وزن بسنده کرد.

### مسابقات قهرمانی کشتی جهان ۲۰۱۹
اسنایدر که همانند دوره‌های پیشین در وزن ۹۷ ک‌گ مسابقات جهانی شرکت کرده بود موفق شد به مقام سوم رقابت‌های نورسلطان ۲۰۱۹ دست بیابد. اسنایدر در این مسابقات موسام خاطری از هند را ۱۰–۰ شکست داد و سپس ماگومد ابراهیموف از ازبکستان را با نتیجهٔ عالی سیزده بر صفر از پیش رو برداشت. در حالی که همگان منتظر حضور او در دیدار پایانی و جدال‌اش با عبدالرشید سعدالله‌اف روس بودند در نیمه نهایی مسابقات و در عین ناباوری به شریف شریفف آذربایجانی ۵ بر دو باخت و موفق نشد برای چهارمین بار به دیدار پایانی مسابقات جهانی راه بیابد. اسنایدر در رده‌بندی سه به هیچ الیزبار اودیکادزه از گرجستان را برد و سوم شد. در دیدار پایانی این وزن عبدالرشید سعدالله‌اف روس شریفف آذربایجانی را شکست داد و قهرمان شد.

### المپیک ۲۰۲۰ توکیو
اسنایدر در وزن ۹۷ کیلوگرم کشتی آزاد المپیک ۲۰۲۰ توکیو حاضر بود که جردن استین از کانادا، آبراهام کونیدو از ایتالیا و سلیمان کارادنیز از ترکیه را شکست داد و به فینال رسید. وی در دیدار نهایی به عبدالرشید سعدالله‌اف از روسیه باخت و به مدال نقره وزن ۹۷ کیلوگرم رسید.

### قهرمانی کشتی جهان ۲۰۲۱
اسنایدر در وزن ۹۷ کیلوگرم کشتی آزاد قهرمانی کشتی جهان ۲۰۲۱ اسلو شرکت کرد، او در این مسابقات اولزیسایخان باتزول از مغولستان، ماگومدگادجی نوروف از مقدونیه و مجتبی گلیج از ایران را شکست داد و به فینال رسید. وی در دیدار نهایی باز هم به عبدالرشید سعدالله‌اف از روسیه باخت و به مدال نقره رسید.

### قهرمانی کشتی جهان ۲۰۲۲
اسنایدر در وزن ۹۷ کیلوگرم کشتی آزاد قهرمانی کشتی جهان ۲۰۲۲ بلگراد شرکت کرد، او در این مسابقات زبیگنیف بارانوفسکی از لهستان، ماگومدخان ماگومدوف از آذربایجان و محمدحسین محمدیان از ایران را شکست داد و به فینال رسید. وی در فینال باتیربک تساکولوف از اسلواکی را شکست داد و مدال طلا را بدست آورد.

### قهرمانی کشتی جهان ۲۰۲۳
اسنایدر در وزن ۹۷ کیلوگرم کشتی آزاد قهرمانی کشتی جهان ۲۰۲۳ بلگراد شرکت کرد، او در این مسابقات نیشان راندهاوا از کانادا و رادو لفتر از مولداوی را مغلوب کرد اما در مسابقه بعد به احمد تاژدینوف از بحرین باخت و با توجه به حضور این کشتی‌گیر در فینال، به دیدار شانس مجدد رفت. او در مرحله شانس مجدد محمد ابراهیم‌اف از ازبکستان را شکست داد و به دیدار رده‌بندی رسید. در این دیدار به دلیل انصراف عبدالرشید سعدالله‌اف از روسیه، اسنایدر برنده اعلام شده و مدال برنز را بدست آورد.

### المپیک ۲۰۲۴ پاریس
اسنایدر در وزن ۹۷ کیلوگرم کشتی آزاد المپیک ۲۰۲۴ پاریس حاضر بود که با شکست هابیلا آووسایمان از چین و آرتورو سیلوت از کوبا به مرحله نیمه نهایی رسید اما در این مرحله مقابل احمد تاژدینوف از بحرین شکست خورد و به دیدار رده‌بندی رفت. او در این مرحله نیز مقابل امیرعلی آذرپیرا از ایران شکست خورد و دستش از رسيدن به مدال برنز کوتاه ماند.

## افتخارات

### ۲۰۲۱
- قهرمانی کشتی جهان - ۹۷ کیلوگرم
- بازی‌های المپیک تابستانی ۲۰۲۰ - ۹۷ کیلوگرم
- قهرمانی پان امریکن - ۹۷ کیلوگرم

### ۲۰۲۰
- قهرمانی پان امریکن - ۹۷ کیلوگرم

### ۲۰۱۹
- قهرمانی کشتی جهان - ۹۷ کیلوگرم
- بازی‌های پان امریکن - ۹۷ کیلوگرم
- جام یاشار دوغو - ۹۷ کیلوگرم
- قهرمانی پان امریکن - ۹۷ کیلوگرم
- جایزه بزرگ دان کولوف - ۹۷ کیلوگرم

### ۲۰۱۸
- قهرمانی کشتی جهان - ۹۷ کیلوگرم
- جام یاشار دوغو - ۹۷ کیلوگرم
- ان‌سی‌ای‌ای یک - ۲۸۵ پوند
- همایش ۱۰تای بزرگ - ۲۸۵ پوند
- جایزه بزرگ ایوان یاریگین - ۹۷ کیلوگرم

### ۲۰۱۷
- قهرمانی کشتی جهان - ۹۷ کیلوگرم
- جایزه بزرگ ایوان یاریگین - ۹۷ کیلوگرم
- قهرمانی پان امریکن - ۹۷ کیلوگرم
- ان‌سی‌ای‌ای یک - ۲۸۵ پوند
- همایش ۱۰تای بزرگ - ۲۸۵ پوند
- بهترین ورزشکار مرد سال دانشگاه ایالتی اوهایو
- برنده جایزه جیمز ای. سالیوان

### ۲۰۱۶
- بازی‌های المپیک تابستانی ۲۰۱۶–۹۷ کیلوگرم
- ان‌سی‌ای‌ای یک - ۲۸۵ پوند
- همایش ۱۰تای بزرگ - ۲۸۵ پوند
- برجسته‌ترین کشتی‌گیر قهرمانی‌های ان‌سی‌ای‌ای یک
- بهترین ورزشکار مرد سال دانشگاه ایالتی اوهایو

### ۲۰۱۵
- قهرمان ان‌سی‌ای‌ای یک تیمی
- ان‌سی‌ای‌ای یک - ۱۹۷ پوند
- همایش ۱۰تای بزرگ - ۱۹۷ پوند
- بازی‌های پان امریکن - ۹۷ کیلوگرم
- قهرمانی کشتی جهان - ۹۷ کیلوگرم
- بهترین کشتی‌گیر سال ایالات متحده آمریکا